# Карл (герцог Глюксбургский)
Карл Шлезвиг-Гольштейн-Зондербург-Глюксбургский (нем. Karl von Schleswig-Holstein-Sonderburg-Glücksburg, 30 сентября 1813, Готторпский замок, Шлезвиг — 24 октября 1878, Луизенлунг) — герцог Шлезвиг-Гольштейн-Зондербург-Глюксбургский в 1831—1878 годах, сын основателя младшей линии династии Глюксбургов Фридриха Вильгельма и принцессы Гессен-Кассельский Луизы Каролины, старший брат короля Дании Кристиана IX.

## Биография
Карл родился 30 сентября 1813 года в Готторпском замке. Он был старшим сыном и третьим ребенком в семье принца Шлезвиг-Гольштейн-Зондербург-Глюксбургского Фридриха Вильгельма и его супруги Луизы Каролины Гессен-Кассельской. Мальчик имел двух старших сестер: Луизу Марию и Фредерику.
В 1816 году его отец стал герцогом Шлезвиг-Гольштейн-Зондербург-Бекский, а в 1825 году — изменил титул на герцога Шлезвиг-Гольштейн-Зондербург-Глюксбургского.
В начале 1831 года Карл поступил на военную службу, став штабс-капитаном Ольденбургского пехотного полка. Через три недели после этого умер Фридрих Вильгельм, передав сыну титул герцога.

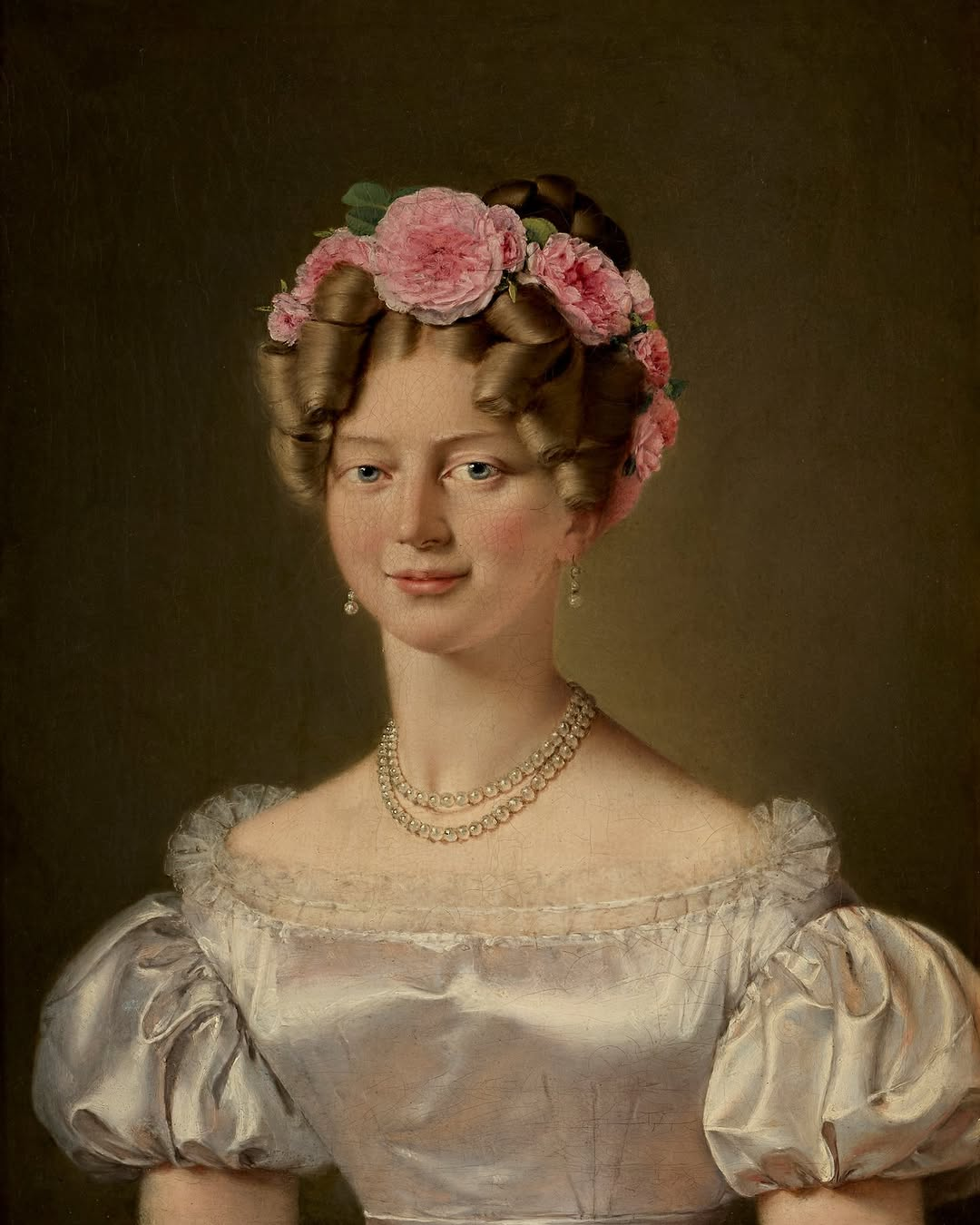
Вильгельмина Мария Датская в 1808 году.

В возрасте 24 лет принц женился со своей кузине Вильгельмине Марии, дочери короля Дании Фредерика VI. Свадьба состоялась 19 мая 1838 года во дворце Амалиенборг. Невесте было 30 лет, и для неё это был второй брак. С первым мужем, Фредериком Датским, она развелась из-за его разгульной жизни. За два дня до церемонии Карл был награждён высшей датской наградой — орденом Слона. Король подарил молодоженам Кильский замок в качестве резиденции. Союз Карла и Вильгельмины Марии оказался счастливым, но бездетным.
В 1839 году герцог был назначен шефом Лауэнбургского охотничьего корпуса. В 1846 году он подал в отставку из датской армии. В январе 1848 года, сразу после своего восхождения на престол, новый король Дании Фредерик VII предоставил ему чин генерал-майора.
Когда в 1848 году вспыхнуло восстание, с которого началась Первая война за Шлезвиг, супруги находились в Киле. Карл, в качестве бригадного командира, выступил на стороне герцогств против Дании, что привело к разрыву отношений с местными родственниками. Осенью пара переехала в Дрезден, где жила до примирения с ними в 1852 году.
В то же время у герцога была внебрачная связь, которая привела к рождению двух детей, появившихся на свет в Париже:
- Эмануэль фон Робендорфф (1851—1927) — был женат на Георгине Тиртгертен-Драммонд, имел сына, погибшего в Первой мировой войне;
- Мария-Каролина фон Робендорфф (1854—?) — жена Оуэна Льюиса.

Летом супруги жили в Луизенлунге, зиму проводили в Кильском замке. В 1854 году Карл уступил Глюксбургскую крепость королю Фредерику VII , зато в 1855 году приобрел имение Гут Грюнхольц на севере Шлезвига, где разместил свою резиденцию после отъезда из Глюксбурга.
В 1864 году Карл покинул страну и вернулся в Луизенлунд в следующем году. В Киле он больше не жил.
Каждую зиму, начиная с 1871 года, герцогская пара проводила в Глюксбургском замке. За год до этого он был возвращен Карлу прусским правительством после длительных переговоров.
24 октября 1878 года Карл ушел из жизни в возрасте 65 лет. Был похоронен на новом кладбище Глюксбургов, где уже покоился его младший брат Николаус.

## Награды
- Орден Слона (Дания, 17 мая 1838);
- Большой крест ордена Данеброга (Дания, 28 октября 1836);
- Большой крест ордена Альбрехта Медведя (Ангальт);
- Большой крест ордена Золотого Льва (Гессен-Кассель);
- Орден Святого апостола Андрея Первозванного (Российская империя, 20 октября 1867);
- Большой крест ордена Святой Анны (Российская империя).